# Uytenbogaardtita
La uytenbogaardtita es un mineral de la clase de los minerales sulfuros, y dentro de esta pertenece al llamado “grupo de la uytenbogaardtita”. Fue descubierta en 1978 en Bengkulu (Indonesia), siendo nombrada así en honor de Willem Uytenbogaardt, profesor de geología neerlandeés. Sinónimos poco usados son: coronita, gouverneurita o turmalina.

## Características químicas
Químicamente es un sulfuro anhidro de plata y oro. Puede formar series de solución sólida con la petzita (Ag3AuTe2) y la fischesserita (Ag3AuSe2).
Además de los elementos de su fórmula, suele llevar como impureza: cobre.

## Formación y yacimientos
Se forma como secundario en vetas de cuarzo con plata y oro, mediante alteración hidrotermal de baja temperatura.
Suele encontrarse asociado a otros minerales como: acantita, aleaciones de Au-Ag, clorargirita, naumannita o cuarzo.
Aunque poco abundante, es buscado como mena de los valiosos metales de plata y oro.